# Garrett Hines
Garrett Hines (ur. 3 lipca 1969 w Chicago) – amerykański bobsleista, wicemistrz olimpijski i wicemistrz świata.

## Kariera
Początkowo uprawiał lekkoatletykę oraz futbol amerykański. W 1994 roku ukończył studia i wstąpił do United States Army. W 1998 roku znalazł się w składzie bobslejowej reprezentacji USA na igrzyska olimpijskie w Nagano, gdzie w czwórkach zajął piąte miejsce, a w dwójkach był dziesiąty. Na rozgrywanych cztery lata później igrzyskach olimpijskich w Salt Lake City był czwarty w dwójkach, a wspólnie z Toddem Haysem, Billem Schuffenhauerem i Randym Jonesem zdobył srebrny medal w czwórkach. W tym samym składzie reprezentacja USA wywalczyła także srebrny medal na mistrzostwach świata w Lake Placid w 2003 roku.